# Бахтеевка
Бахтеевка — село в Старокулаткинском районе Ульяновской области России, в составе Старокулаткинского городского поселения.
Население - 414 (2010)

## География
Село находится в пределах Приволжской возвышенности, являющейся частью Восточно-Европейской равнины, при реке Арбалейке (выше села Чувашская Кулатка) на высоте около 140 метров над уровнем моря. В радиусе 2-2,5 км восточнее и севернее села - широколиственные леса. Почвы - чернозёмы остаточно-карбонатные.
Село расположено примерно в 9,6 км по прямой в восточном направлении от районного центра посёлка городского типа Старая Кулатка. По автомобильным дорогам расстояние до районного центра составляет 11 км, до областного центра города Ульяновска - 220 км. 
Часовой пояс
Бахтеевка, как и вся Ульяновская область, находится в часовой зоне МСК+1. Смещение применяемого времени относительно UTC составляет +4:00.

## История
В Списке населённых мест Российской империи по сведениям за 1859 год упоминается как казённая деревня Бахтеевка Хвалынского уезда Саратовской губернии, расположенная при речке Бралейке по левую сторону тракта из квартиры первого стана в квартиру второго стана на расстоянии 35 вёрст от уездного города. В населённом пункте насчитывалось 125 дворов, проживали 368 мужчины и 405 женщины, имелись 2 мечети. 
Согласно переписи 1897 года в Бахтеевке проживали 1194 жителей (600 мужчин и 594 женщины), все магометане.
Согласно Списку населённых мест Саратовской губернии 1914 года деревня относилась к Старо-Лебежайской волости. По сведениям за 1911 год в деревне насчитывалось 283 двора, проживали 1615 жителей (847 мужчин и 768 женщин), имелись 2 мечети. В селе проживали преимущественно бывшие государственные крестьяне, татары, составлявшие одно сельское общество.
В настоящее время в селе действует СПК «Бахтеевский» племенное хозяйство (Бестужевская (порода коров).

## Население
Динамика численности населения по годам:
| Годы      | 1859 | 1897 | 1911 | 1989 | 2002 |
| --------- | ---- | ---- | ---- | ---- | ---- |
| Население | 773  | 1194 | 1615 | ≈590 | 493  |

| 2010 |
| ---- |
| 414  |

Национальный состав
Согласно результатам переписи 2002 года татары составляли 96 % населения села.